# AEW All Out
AEW All Out é um evento pay-per-view (PPV) de luta livre profissional produzido pela All Elite Wrestling (AEW). Estabelecido em 2019, é realizado anualmente durante o fim de semana do Labor Day. O evento inaugural foi um sucessor espiritual para o All In PPV produzido de forma independente em setembro de 2018, que serviu como um catalisador para o formação da AEW em janeiro de 2019. É considerado um dos "Big Five" PPVs da AEW, junto com All In, Double or Nothing, Full Gear e Revolution, os cinco maiores shows da empresa.
Com exceção do evento de 2020, o All Out foi realizado anualmente na área metropolitana de Chicago até 2025. Os eventos de 2019, 2021, 2022 e 2024 ocorreram na Now Arena (antiga Sears Centre Arena) no subúrbio de Hoffman Estates, Illinois, o mesmo local que sediou o inaugural All In, com o evento de 2023 sendo realizado no United Center de Chicago. Devido à pandemia de COVID-19 em 2020, o All Out daquele ano, originalmente agendado para a Now Arena, teve que ser realizado no Daily's Place em Jacksonville, Flórida, e foi o primeiro PPV da AEW a ter público ao vivo (com capacidade máxima de 15% do local) após a Flórida relaxar seus protocolos de COVID-19. No ano seguinte, em julho, a AEW retornou às turnês ao vivo, e o evento de 2021 se tornou o primeiro PPV da AEW realizado fora da Flórida desde o início da pandemia. O evento de 2024 foi o primeiro a não ocorrer no fim de semana do Labor Day, além de retornar para o sábado pela primeira vez desde 2020. O 2025|evento de 2025 será o primeiro All Out da era pós-pandemia a ser realizado fora da área de Chicago, e também fora dos Estados Unidos, já que acontecerá em Toronto, Ontário, Canadá.

## História

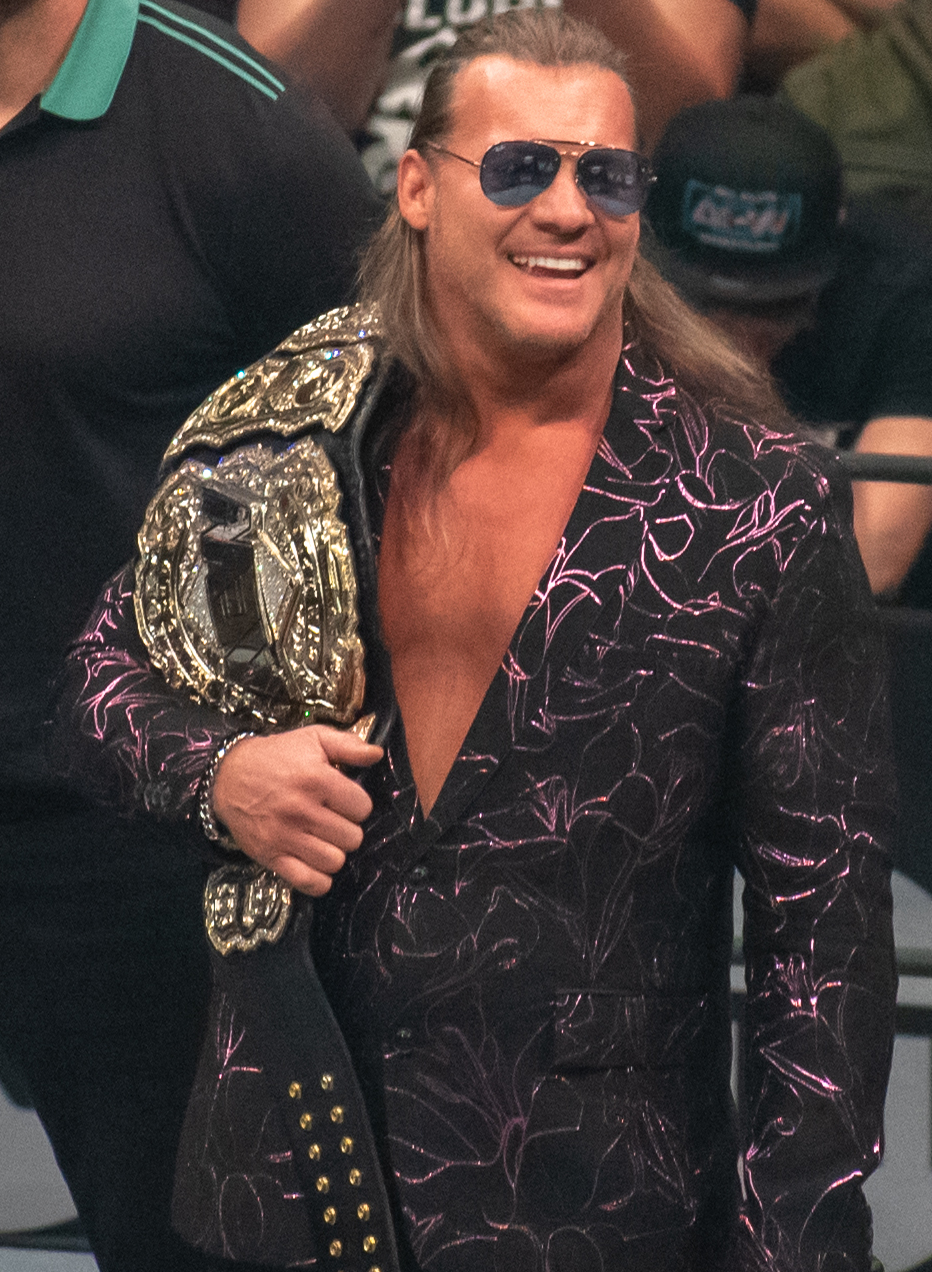
O evento principal do All Out inaugural viu Chris Jericho se tornar o primeiro Campeão Mundial da AEW

Em 1 de setembro de 2018, foi realizado um evento luta livre independente pay-per-view (PPV) chamado All In, que ocorreu no Chicago subúrbio de Hoffman Estates, Illinois no Sears Center Arena - renomeado para Now Arena em 2020. O evento foi um catalisador para a formação de All Elite Wrestling (AEW) em 1 de janeiro de 2019. A nova promoção agendaria um sucessor espiritual para All In chamado All Out, com o PPV inaugural All Out ocorrendo em 31 de agosto de 2019, no mesmo local do All In.
Um segundo All Out foi então realizado em 5 de setembro de 2020, estabelecendo o evento como um PPV de fim de semana anual do Dia do Trabalho para a promoção - este segundo evento foi originalmente realizado em o mesmo local, mas foi realizado na base da AEW de Daily's Place em Jacksonville, Flórida, devido à pandemia de COVID-19 que começou em meados de março daquele ano. Em agosto de 2020, a AEW começou a admitir um número muito limitado de fãs para os eventos, portanto, o evento de 2020 foi o primeiro PPV da AEW a ter fãs com ingressos ao vivo durante a pandemia, embora apenas com 15% da capacidade do local. AEW retomou a turnê ao vivo em julho de 2021 e o evento foi realizado em 5 de setembro, retornando ao local do evento inaugural, marcando assim o primeiro PPV da AEW a ser realizado fora do Daily's Place desde o COVID-19. 19 começou a pandemia.
Embora Double or Nothing seja considerado o evento mais marcante da AEW, O árbitro da AEW Aubrey Edwards se referiu ao All Out como o principal evento da AEW em um episódio do podcast AEW Unrestricted. O presidente e CEO da AEW Tony Khan mais tarde se referiu ao All Out como um dos PPVs "Big Four" da promoção, seus quatro maiores shows do ano produzidos trimestralmente, junto com Double or Nothing, Full Gear e Revolution.

## Eventos
| 1                                                  | All Out (2019) | 31 de agosto de 2019   | Hoffman Estates, Illinois | Sears Centre Arena | Chris Jericho vs. Adam Page pelo inaugural Campeonato Mundial da AEW                 | [ 13 ] |
| 2                                                  | All Out (2020) | 5 de setembro de 2020  | Jacksonville, Flórida     | Daily's Place      | Jon Moxley (c) vs. MJF pelo Campeonato Mundial da AEW                                | [ 5 ]  |
| 3                                                  | All Out (2021) | 5 de setembro de 2021  | Hoffman Estates, Illinois | Now Arena          | Kenny Omega (c) vs. Christian Cage pelo Campeonato Mundial da AEW                    | [ 7 ]  |
| 4                                                  | All Out (2022) | 4 de setembro de 2022  | Hoffman Estates, Illinois | Now Arena          | Jon Moxley (c) vs. CM Punk pelo Campeonato Mundial da AEW                            | [ 14 ] |
| 5                                                  | All Out (2023) | 3 de setembro de 2023  | Chicago, Illinois         | United Center      | Orange Cassidy (c) vs. Jon Moxley pelo Campeonato Internacional da AEW               | [ 15 ] |
| 6                                                  | All Out (2024) | 7 de setembro de 2024  | Hoffman Estates, Illinois | Now Arena          | Swerve Strickland vs. "Hangman" Adam Page em uma luta Lights Out em uma jaula de aço | [ 16 ] |
| 7                                                  | All Out (2025) | 20 de setembro de 2025 | Toronto, Ontário, Canadá  | Scotiabank Arena   | TBA                                                                                  | [ 17 ] |
| (c) – refere-se ao(s) campeão(es) indo para a luta |                |                        |                           |                    |                                                                                      |        |